# Токарский, Николай Михайлович
Николай Михайлович Токарский (6 [18] декабря 1892, Петербург − 20 декабря 1977, Ленинград) — советский архитектор и историк архитектуры, арменовед. Заслуженный деятель искусств Армянской ССР.

## Биография
Родился в 1892 году.
Учителями Токарского были Иосиф Орбели и Николай Марр. Участвовал в раскопках Ани, Двина и Анберда.
Издал множество трудов по истории армянской архитектуры, среди которых две основополагающие книги: «Архитектура древней Армении» и «История армянской архитектуры IV—XIV веков».
В 1940 году Токарский предложил проект постройки второго здания на площади Республики, однако его проект не был реализован, поскольку здание не гармонировало с (пока еще недостроенным) Домом правительства Таманяна. И тогда его проектировку поручили Самвелу Сафаряну.
Награждён орденом «Знак Почёта» (04.11.1939) — «за выдающиеся заслуги в деле развития армянского театрального и музыкального искусства».
Умер в 1977 году.

## Публикации
- Токарский Н. М. Архитектура Армении IV—XIV вв. / ред. М. Д. Мазманян, изд. ред. Н. И. Колесникова. — Ереван: Армгосиздат, 1961. — 388 (+ 100 с. фотографий) с. — 2000 экз. — ISBN 978-5-02-037563-5.
- Токарский Н.М. По страницам истории армянской архитектуры. — Ереван: Айастан, 1973. — 86 (+ 35 вкл.) с. — 5000 экз.
- Токарский Н.М. Архитектура Древней Армении. — Акад. наук Арм. ССР. Ин-т истории. — Ереван: Издательство Академии Наук Армянской ССР, 1946.
- Токарский Н.М. Гегард. — Москва: Издательство Академии Наук СССР, 1948.
- Токарский Н.М. Джрвеж. — Москва: Издательство Академии Наук СССР, 1959-1964.
- Токарский Н.М. Из истории средневекового строительства в Тайском княжестве / [Вступ. ст. А. Л. Якобсона, Л. Т. Гюзальяна]. — Гл. упр. по охране и использ. памятников истории и культуры при Совете Министров АрмССР. — Москва: Айастан, 1988.